# Hans-Dieter Pophal
Hans-Dieter Pophal (Berlino, 22 novembre 1937) è un tuffatore tedesco, specializzata nel trampolino 3 metri.

## Biografia
Ha rappresentato la Squadra Unificata Tedesca a due edizioni consecutive dei Giochi olimpici estivi: a Roma 1960 è giunto ottavo nel trampolino, a Tokyo 1964 è giunto quarto nel trampolino.
Ai campionati europei di nuoto di Lipsia 1962 ha vinto la medaglia d'argento per conto della Germania Est nel trampolino 3 mentri, concludendo la gara alle spalle dell'austriaco Kurt Mrkwicka.
Sua suocera Olga Jensch-Jordan, è stata tuffarice di livello internazionale.